# 比例代表制
比例代表制（ひれいだいひょうせい）とは、各政党が獲得した投票数に比例して候補者に議席を配分する選挙制度である。比例代表法とも呼ばれ、多数代表法（多数代表制）や少数代表法（少数代表制）とともに代表法の一種に分類される。

## 概要

### 定義
代表法には多数代表法（その選挙区で多数票を獲得した政党が当選者を独占する制度）、少数代表法（その選挙区で2位や3位になった者にも若干の議員を選出する機会を認める制度）、比例代表法などがあり、比例代表法は代表法の一種である。
政治学において、比例代表制は大選挙区制に分類されており、比例代表制は「大選挙区全体の定数を各党の得票率に比例するように配分する制度」と定義されることもある。

### 原理
比例代表法の原理は、次の2点から構成されている。
1. 投票の通算（Durchzählung）
各有権者が投じた票数は通算され、その一定数（Quota）ごとに、ある候補者を当選とする[7]。そのため、各候補者の当選を決定する標準となるのは、多数代表法や少数代表法のような「比較多数」ではなく、「一定多数」（「一定数」）である[8]。小選挙区制度のもとでは、このような方法を行う余地がないことから、比例代表法においては、大選挙区制度（定数が複数）であることが必要とされる[8]。
2. 投票の移譲（Übertragung）
1人の候補者を当選させるために有効に役立てられなかった投票は、一定の条件に従い、他の候補者に移譲されて、この候補者のために役立てることになる[8]。そのため、死票や過剰投票として無意味となる多くの投票が、直ちに不用となることなく、投票を平等かつ有意義に役立てることができる[9]。また、投票の移譲を行うことによって、不用となる投票がなくなる結果、初めて、第1の原理（投票を通算してQuotaを基礎として当選者を決定すること）によって比例的に当選者を決定することが可能となるから、投票の移譲は、第1の原理が働くための不可欠の条件である[10]。
第2の原理（投票の移譲）をいかなる原則に従って行うかについて、比例代表法は、単記移譲式比例代表法と、名簿式比例代表法の2種類に大別される[11]。
単記移譲式比例代表法においては、各有権者が個々の候補者に対して投票するため、その投票は、1名を選出するために役立つにすぎない[12]。しかしながら、投票した候補者がすでに必要な投票を得ている場合や、その候補者が全く当選の見込みがない場合には、その投票を他の候補者に対して移譲することができる[12]。この場合、投票を誰に対して移譲するかについては、もっぱら有権者自身が決定することとなる[12]。
名簿式比例代表法においては、選挙管理委員会が選挙前の一定の期間に各政党に候補者名簿を提出させて、選挙の際には、各有権者が候補者名簿を基礎として投票させる[13]。名簿式比例代表法は、厳正強制名簿主義（各有権者は、あらかじめ作成された各政党の候補者名簿に対してでなければ投票することができず、ある候補者を選択して投票したり、名簿上の候補者やその順位を変更することは許されない）、単純強制名簿主義（候補者名簿上の特定の一候補者を選択して投票することができる）、自由名簿主義（候補者名簿に拘束されることなく、名簿上の候補者やその順位を変更することができる）などの方式に分かれる[14]。いずれにしても、投票の移譲は、各政党が作成した名簿についてなされるものであるから、多少の変更が可能であるとしても、単記移譲式のようにいかなる候補者に対して移譲すべきかをもっぱら有権者の自由な選択に委ねているのとは全く性質を異にしている[15]。

### 長所及び短所
比例代表制の長所には次のような点がある。
1. 社会の各集団の意思を得票数を通じて、ほぼ正確に各政党の獲得議席（議席配分）に反映できる[16]
2. 死票を最小限に抑制することができる[16]
3. 新たな政党の出現が比較的容易である[16]

比例代表制の短所には次のような点がある。
1. 単独過半数を取ることが非常に困難であり、安定した政権をつくりにくい（群小政党を生じやすい） [17][18][19]
2. 大連立など群小政党同士で組閣や議会を動かすために、議会の意思決定に時間がかかる傾向が強まる[17][19]
3. 政党の幹部に権力が集中しやすくなる[17]
4. 選挙区分が広い上に有権者は政党名を記入しないと議席を配分できないことから、候補者と有権者の関係は遠くなり親密さが希薄になる（選挙の直接性の問題）[17][18]
5. 選挙手続や当選決定手続など技術的に他の制度に比べ複雑である[17][18]

## 歴史
比例代表制は19世紀前半にトーマス・ライト・ヒルによって考案され、ジョン・スチュアート・ミルがイギリスでの実施を訴えたことでその考えが広まった。単記移譲式投票は1857年にデンマークで初めて採用され、最古の比例代表制となっているが、デンマークでは本格的に普及しなかった。単記移譲式はイギリスで（独自に）再考案されたが、イギリス議会はそれを退けた。しかし、タスマニア州で1907年に採用されると、そこから広まっていった。単票移譲式はアイルランド共和国で1919年より使用されている。
政党名簿比例代表は、19世紀後半にベルギーのヴィクトル・ドントによって考案された。空想的社会主義者のヴィクトール・コンシデランも、この制度を1892年の著書で考案した。スイスのいくつかのカントン（1890年のティチーノ州が最初）で採用された後、ベルギーが国として初めて1900年の国政選挙で採用した。類似した制度が第一次世界大戦の間とその後にかけて多くのヨーロッパ諸国で施行された。

## 種類
比例代表の方式には単記移譲式と名簿式がある。

### 単記移譲式

#### 概要
単記移譲式とは、投票用紙にあらかじめ候補者名が記載されており、選挙人は自分の選好順に番号を付す方式。開票の結果、第一順位の候補者の得票数が予め設定された基数以上に達していれば当選とし、基数以上の票（剰余票と当選の見込みのない候補者の票）を次位の候補者に順次移譲してゆき当選者を決定する。

#### 選挙区
単記移譲法の考案者のひとりであるトーマス・ヘアによれば、単記移譲法を実施する際の選挙区は、全国を単一の選挙区とすることが構想されていた。しかしながら、その後、ジョン・ラボックは、3名から5名の選挙区とすべき旨を主張し、ラボックとともに比例代表協会（後の選挙改革協会）の設立者となり、イギリス議会で単記移譲法の採用を主張したレオナルド・コートニーも、10名前後を定数とする県又は市を基礎とすべき旨を主張した。実際に単記移譲法が実施された例を見ても、3名から10名前後を基礎として選挙区が設けられている。

#### Quota
単記移譲法を実施する際のQuotaについては、さまざまな算出方法が知られている。ヘア式算出法は、投票総数を議員定数で除した数（ヘア基数）をQuotaとしていたが、投票総数8,000、議員定数8名の選挙区においては、1,000票を得なければ当選しないことから、投票者数1,000名ずつの8個の小選挙区においてそれぞれ全員一致で議員を選出するのと同様の結果をもたらすなどの批判がなされた。そのため、より少ないQuotaを用いる必要があることから考案されたのが、1881年にヘンリー・リッチモンド・ドループによって考案されたドループ式算出法である。当選するために必要な票数は、他の候補者の得票数よりも1票だけ多ければよいことから、ドループ式算出法は、投票総数を「議員定数に1を加えた数」で除した上で、これに1を加えた数（ドループ基数）をQuotaとした。単記移譲法を実施する際には、ドループ基数を用いることが一般的であり、ヘア基数を用いる場合の不都合をおおむね回避することができるとされている。

#### 投票の移譲
単記移譲法を実施する際の投票の移譲に関する方法についても、さまざまな方法が知られている。ヘア式移譲法は、各投票用紙の第一順位の候補者の票数を計算し、これによってある候補者の票数がQuotaに達したときに、その候補者を当選とする。そして、当選した候補者に対する投票は、第二順位の候補者のために計算される。しかしながら、ヘア式移譲法による場合、どの投票用紙から計算するかという偶然の事情によって、移譲の順番が異なるという不都合を生じることとなる。
このようなヘア式移譲法の理論上の欠点を改善したのが、アンドルー・イングリス・クラークが考案したヘア＝クラーク式移譲法（en:Hare–Clark electoral system）である。ヘア＝クラーク式移譲法は、当選者の過剰投票の部分のみについて第二順位の候補者を点検するのではなく、過剰投票を有する当選者の得票の全体について第二順位の候補者を点検し、各第二順位の候補者に対して按分比例して過剰投票を移譲する方法である。
しかしながら、第二順位の候補者に移譲された投票と、第二順位の候補者が当初から有する投票との合計がQuotaを超えた場合、さらにこの過剰投票を第三順位の候補者に分配することとなるが、当初、第一順位の当選者のために用いられた投票用紙の中には、第三順位の候補者の氏名を第二順位の候補者として記載していた投票用紙が存在するはずであるから、どの票を移転するかという偶然の事情によって、選挙の結果が変わりうる。
そこで、1880年にJ. B. Gregoryが考案したのが、グレゴリー式移譲法である。グレゴリー式移譲法は、候補者が有する投票の全体について第二順位の候補者を検査するものであるが、さらに、抽象的な一票の移譲価値（transfer value）を算定して取り扱うことによって、偶然の支配から免れることを可能としている。すなわち、Aを第一順位の候補者、Zを第二順位の候補者とする場合、Aが得た過剰投票数（Quotaを超過する投票数）をAへの投票総数で除した割合（移譲価値）を求める。その上で、Aを第一順位、Zを第二順位とする投票用紙の数を、移譲価値と乗じて、これによって得られた数をZに移譲すべき票数とする。第二順位の候補者から第三順位の候補者に対する投票の移譲についても、同様に移譲価値を利用して算定する。
グレゴリー式移譲法は、ある候補者に対する投票を誰に対して移譲すべきかを有権者の意思によって決定するものであるが、これを候補者自身に決定させる方式が存在する。これが、1872年にArchibald E. Dobbsによって提案され、1891年にWilliam H. Goveがマサチューセッツ州議会に提案した、Gove-Dobbs式移譲法である。Gove-Dobbs式移譲法は、候補者の意思に従って投票が移譲されるため、移譲の方法が簡単ではあるが、有権者の意思が完全に無視されてしまうため、単記移譲法の主眼とするところが達成されないこととなる。そのため、Gove-Dobbs式移譲法は、一般に用いられていない。
これらのうち、理論的に正確な移譲法は、グレゴリー式移譲法であると考えられている。

### 名簿式

#### 概要
名簿式とは、政党があらかじめ作成した候補者名簿に対し、選挙人が名簿のいずれかを選択する方式。
比例代表制は絶対拘束名簿式、単純拘束名簿式、自由名簿式に分けられる。
絶対拘束名簿式（拘束式）
絶対拘束名簿式とは、選挙人は候補者名簿に手を加えることができず候補者名簿を作成した各政党のみを選択できる方式をいう。単に拘束式ともいう。

単純拘束名簿式（非拘束式）
単純拘束名簿式とは、選挙人は候補者名簿に登載されている候補者しか選択できないが、各政党が作成した名簿全体をそのまま承認することも自分の希望する候補者を優先的に指名することもできる方式をいう。選挙人は名簿には拘束されるものの名簿上の候補者や順位を指定することもできる方式であり非拘束式ともいう。

自由名簿式
自由名簿式とは、選挙人が候補者名簿に手を加えることができるもので、パナシャージ方式とワイルド方式がある。パナシャージ方式（Panachage）とは、選挙人が政党の候補者名簿から候補者を自由に組み合わせ投票できる方式である。ワイルド方式（Wild）とは、選挙人が政党の候補者名簿にない者を候補者名として投票用紙に記載することも認める方式である。

#### 投票計算の基礎
名簿式比例代表法の場合、計算の基礎は、投票用紙を単位とする方法と、個々の投票を単位とする方法とに大別される。投票用紙を単位とする場合、政党に対する投票が原則であるから、名簿計算法と呼称される。個々の投票を単位とする場合、候補者個人に対する有権者の意思を尊重するものであり、個別計算法と呼称される。
名簿計算法は、強制名簿主義（拘束名簿式）の場合には適当であるが、自由名簿主義の場合には不都合を生じる。例えば、パナシャージ方式による場合、1枚の投票用紙に複数の政党の候補者名が記載された場合、当該投票用紙はいずれの政党のために計算されるべきかという問題が生じる。また、ワイルド方式による場合、その投票をいかに取り扱うかが困難である。そのため、自由名簿主義を採用している諸国においては、個別計算法が行われている。

#### 議席の配分方法
議席の配分方法は、名簿計算法による場合であっても、個別計算法による場合であっても、各政党の名簿が得た票数を一定の当選標準数で除し、その商に従って各政党にこれを配分することを原則としている。当選標準数の決定方法については、移動式当選商数法（das System des beweglichen Wahlquotienten）と固定式当選商数法（das System des festen Wahlquotienten）とに大別される。
移動式当選商数法とは、ある選挙区の議員定数が一定であり、投票総数の変化に従って変動する当選商数を当選標準数として用いる方法である。最も簡単な方法は、投票総数を議員定数で除した数を当選標準数とする、ヘア式算出法である。しかしながら、実際の選挙において、各政党が当選標準数の倍数を得票することはほとんど考えられないから、ヘア式算出法によって完全に議席を配分することはほとんど不可能である。残余の議席の配分方法について、（1）多数の投票を得た政党に付与する方法や、（2）投票の過半数を得た政党に1議席を付与し、なお残余がある場合や、過半数を得た政党がない場合は、端数の大きい順に順次分配する方法がある。しかしながら、これらの方法は、いずれも比例代表の目的に反する不公平な結果を生ずる。
このような不公平な結果が生ずるのは、当選標準数が大きすぎるためである。当選標準数は、その数ごとに1名の議員を選出することができ、かつ、全ての議席を分配し終えることができる程度の小さな数であることを要するが、他方で、分配する必要がある議席数よりも多くを分配するような小さな数ではなってはならないため、そのような条件を満たす公約数を求めることとなる。このような考え方のもとで初めてこの種の当選標準数を考案したのが、ベルギーの法学者ヴィクトール・ドントのドント式算出法である。そのため、ドント式算出法は、公約商数式名簿投票法と呼称される。ドント式算出法は、各政党が得た投票総数を、順次、1、2、3、4、の順序に従って割っていき、大きな数から順番に当選としていけばよいため、極めて簡単明瞭であって実用に適している。しかしながら、最後に分配された政党の議員1名に対する割合を公約数として、端数を全く無視しているため、多数党に対して有利な結果をもたらすこととなる。
ヘア式算出法の当選標準数が大きすぎるという欠点を回避するため、ドループ式算出法とほぼ同様の当選標準数を基礎として議席を配分する方法が、エドゥアルト・ハーゲンバッハ・ビショフが考案した、ハーゲンバッハ＝ビショフ式算出法（en:Hagenbach-Bischoff system）である。しかしながら、当選標準数としてドループ基数を用いる場合、落選者への投票や、端数の投票など、候補者を当選させるために役立たなかった投票（無代表投票）の総計が、当選者各自が得た平均票数よりも多くなることが少なくないとされ、投票総数を「議員定数に1を加えた数」で除した数（すなわち、ドループ基数から1を減じた数）であっても、当選標準数としては、なお大きすぎると指摘されている。それゆえ、ハーゲンバッハ＝ビショフ式算出法による場合は、ドループ基数の端数を整数に繰り上げた数を当選標準数として用いることとなるが、残余の議席が生じる場合には、各政党の得票数を、すでに各党に配分された議席数に1を加えた数でそれぞれ除し、その商が最大となる政党に対して残余の議席を配分することとなる。この方法によってもさらに残余の議席が生じる場合には、この手順による計算を繰り返すこととなる。ハーゲンバッハ＝ビショフ式算出法は、ドント式算出法のように二分、三分と計算する必要がないため、多数の議席を配分する必要がある大きな選挙区において計算上の手数を省くことが可能となる。そして、その結果は、ドント式算出法の場合と全く同一となる。
Luppe-Perrucchi式算出法は、ハーゲンバッハ＝ビショフ式算出法と同様に当選標準数を決定する方法であるが、残余の議席の取扱方法が異なる。すなわち、この方法においては、ある選挙区において発生した残余の議席と、各政党が有する端数の投票を、他の選挙区の議席数及び端数と合算して、残余の議席を配分する。そのため、この方法のもとでは、選挙区が重複的に二重又は三重に組織されることとなる。残余の議席の配分の際に、ハーゲンバッハ＝ビショフ式算出法によることとした場合、一層正確な結果を得ることができるから、比例代表制の趣旨に適する結果を簡単に得ることができるとされている。
これらの移動式当選商数法とは異なり、固定式当選商数法は、当選標準数が一定であり、投票総数の変化に従って議員定数を変動させる方法である。この方法は、投票総数がどの程度となるかは経験によって知ることができるため、議員を選出するために必要な当選標準数を予め決定することができるはずであるとの考え方に基づくものであり、全国的に予め一定の当選標準数を決定しておいて、この当選標準数を基礎として、各政党に対し、得票数に応じて議席を配分する方法である。固定式当選商数法による場合、計算が簡便であるほか、全国の議員が同一の当選標準数によって選出されるため一層比例的であり、計算が全国を通じて行われるため、各選挙区において端数として切り捨てられる投票はなくなるから、各選挙区においては少数の投票しか得ることができないけれども全国的には得票が見込まれる少数党に対して、代表者を選出する機会を付与することになる。

## 議席の配分
比例代表制では政党の獲得票数に対する議席の配分が重要な意味を持つ。議員定数、各政党の当選者数は整数であるため、得票数に完全に比例して計算されることは稀である。そのため、小数点以下の値を処理する加工が必要である。
当選に必要な基数のことをクォータ（quota）といい、そのクォータには様々な種類がある。

### ヘア＝ニーマイヤー式（最大剰余方式）
ヘア＝ニーマイヤー式は、ドイツやスイスの比例代表制で用いられている方式である。
1. まず有効投票総数を定数で割り、これを基数とする。
2. 各政党の得票数を基数で割り、商を求める。
3. その商の整数分だけ一旦、配分する。
4. 商の整数で配分しきれなかった「残余議席」については、割り算の余り（剰余）が大きい順に議席を割り振る。

「剰余の大きい順」とするのは、「余り（小数点以下）がより大きい値が1議席により近い」という考えに基づく。

#### ヘア＝ニーマイヤー式の例
議席数 10において、A党の得票数が1500、B党が700、C党が300、D党が200獲得したときの例で説明する。
|        | A党         | B党         | C党         | D党         |
| 得票数 | 1500        | 700         | 300         | 200         |
| ÷基数  | 5           | 2           | 1           | 0           |
| 剰余   | 0.56（3位） | 0.59（2位） | 0.11（4位） | 0.74（1位） |
| 議席数 | 5           | 3           | 1           | 1           |

基数は (1500+700+300+200) ÷10=270だから、これで割ると整数部分は5+2+1+0=8で、あと2だけ足りない。その分を剰余の大きい順から補うと、上のようになる。
この方式では、総議席数が増えたときに配分議席が減る政党が生ずる「アラバマのパラドックス」が発生する。
このパラドックスは、後述のような基数を変えても、剰余の大きい順に割り当てる方式である限り、総議席数や各政党の得票数によって発生する可能性がある。

#### ヘア＝ニーマイヤー式の亜流
ドループ式
基数＝「有効投票総数÷『定数+1』」とする方式である。
仮に全体の議席が1議席しかない場合、2分の1を超える得票率であれば議席獲得に十分である。
同様に2議席なら3分の1、3議席なら4分の1・・・n議席なら(n+1)分の1を超える得票率が十分であるとする考えに基づく方式である。
インペリアル式
基数＝「有効投票総数÷『定数+2』」とする方式である。

### ハーゲンバッハ＝ビショフ式
「アラバマのパラドックス」は余りの値に依存することに起因するため、別の方法で残余議席を配分する方法が模索された。
その1つがハーゲンバッハ＝ビショフ式である。さらに1議席、2議席与えた場合の「1議席あたりの得票数」が大きい順に残余議席を配分する。

### ドント式
ドント式は、ハーゲンバッハ＝ビショフ方式、ジェファーソン方式と同じ結果になる。
この計算式は、仮に本来の比例配分をした場合（小数点以下の議席も認めた配分の場合）、1議席あたりの得票数は、一致する考えに基づく。
まず得票数を÷1、÷2、÷3…で割る。この割り算の答え（商）の多い順に議席を配分することになる。

#### 例
定数10の場合において、A党の得票数が1500、B党が700、C党が300、D党が200獲得したときの例で説明する。
|    | A党       | B党       | C党      | D党 |
| ÷1 | 1500（1） | 700（3）  | 300（7） | 200 |
| ÷2 | 750（2）  | 350（6）  | 150      |     |
| ÷3 | 500（4）  | 233（10） |          |     |
| ÷4 | 375（5）  | 175       |          |     |
| ÷5 | 300（7）  |           |          |     |
| ÷6 | 250（9）  |           |          |     |
| ÷7 | 214       |           |          |     |

商の大きいものから順に議席数10までが当選となる。まず一番大きい1500のA党が1議席。次にA党の÷2とB党の÷1で比較するとA党の÷2が大きいので、A党が2議席。次にB党÷1が1議席。このように進め、B党÷3の233で全10議席が確定する。
最終的にはA党が6議席、B党が3議席、C党が1議席、D党は議席無しとなる。
日本の比例代表制選挙では、いずれもドント式を用いている。

### サン＝ラグ式
ドント式では÷1、÷2、÷3と除数を1ずつ増やして議席を確定していくところを、サン＝ラグ式は÷1、÷3、÷5……と除数を2つずつ増やして奇数で割っていく。
ドント式と比べると1議席増えたときの除数が大きくなる度合いが大きいため、小政党が議席を獲得しやすく、特に最初の1議席を確保しやすい。
André Sainte-Laguë による。ウェブスター方式と同じ計算法である。

#### 例
議席数 10において、A党の得票数が1500、B党が700、C党が300、D党が200獲得したときの例で説明する。
|     | A党       | B党       | C党      | D党      |
| ÷1  | 1500（1） | 700（2）  | 300（4） | 200（8） |
| ÷3  | 500（3）  | 233（6）  | 100      | 66       |
| ÷5  | 300（4）  | 140（10） |          |          |
| ÷7  | 214（7）  | 100       |          |          |
| ÷9  | 166（9）  |           |          |          |
| ÷11 | 136       |           |          |          |

はじめに、一番大きい1500のA党が1議席。次にA党の÷3とB党の÷1で比較するとB党の÷1が大きいので、B党に1議席の次にA党に2議席。というように順々に決めると、10議席に達するのはB党の÷5の140であるので、最後にB党の3議席が確定する。
最終的にはA党が5議席、B党が3議席、C党が1議席、D党は1議席となる。
ちなみに÷2、÷4、÷6と除数を偶数で割った場合は、ドント式の商すべてを2で割った場合と同じであり、結果、ドント式と結果が一致する。

### 修正サン＝ラグ式
修正サン＝ラグ式ではサン＝ラグ式で最初に1で割るところを1.4で割る。北欧各国の国政選挙で使われている。

#### 例
議席数 10において、A党の得票数が1500、B党が700、C党が300、D党が200獲得したときの例で説明する。
|      | A党       | B党       | C党      | D党      |
| ÷1.4 | 1071（1） | 500（2）  | 214（6） | 142（9） |
| ÷3   | 500（2）  | 233（5）  | 100      | 66       |
| ÷5   | 300（4）  | 140（10） |          |          |
| ÷7   | 214（6）  | 100       |          |          |
| ÷9   | 166（8）  |           |          |          |
| ÷11  | 136       |           |          |          |

サン・ラグ式があまりにも小政党に有利であるという批判を受けて、最初の1議席目までの条件のみを厳しくした制度である。2議席目以降はサン・ラグ式と変わらない。

### クオータ式
ヘア・ニーマイヤー式と違いドント式、サンラグ式は、ある党の配分議席数が(総議席数×その党の得票率)の小数点以下切り上げを超えてしまう場合が出る。これをアラバマのパラドックス無しで回避するため、ヘア・ニーマイヤー式での基数を「有効投票総数/(配分し終えた議席数+1)」にして、一議席ずつ当選者を決める毎に、あたかもその候補者が定数を埋める最後の候補者であるかのようにヘア・ニーマイヤー式の計算をする。

#### 例
議席数 6において、有効投票総数6000、A党の得票数が2800、B党が1900、C党が900、D党が400獲得したときの例で説明する。
|                                            | A党  | B党  | C党  | D党 |
| 得票数                                     | 2800 | 1900 | 900  | 400 |
| 0議席配分済みの時の議席数                  | 0    | 0    | 0    | 0   |
| 得票数-(基数(=6000/(0+1))×配分済み議席数)) | 2800 | 1900 | 900  | 400 |
| 1議席配分済みの時の議席数                  | 1    | 0    | 0    | 0   |
| 得票数-(基数(=6000/(1+1))×配分済み議席数)) | -200 | 1900 | 900  | 400 |
| 2議席配分済みの時の議席数                  | 1    | 1    | 0    | 0   |
| 得票数-(基数(=6000/(2+1))×配分済み議席数)) | 800  | -100 | 900  | 400 |
| 3議席配分済みの時の議席数                  | 1    | 1    | 1    | 0   |
| 得票数-(基数(=6000/(3+1))×配分済み議席数)) | 1300 | 400  | -600 | 400 |
| 4議席配分済みの時の議席数                  | 2    | 1    | 1    | 0   |
| 得票数-(基数(=6000/(4+1))×配分済み議席数)) | 400  | 700  | -300 | 400 |
| 5議席配分済みの時の議席数                  | 2    | 2    | 1    | 0   |
| 得票数-(基数(=6000/(5+1))×配分済み議席数)) | 800  | -100 | -100 | 400 |
| 6議席配分済みの時の議席数                  | 3    | 2    | 1    | 0   |

この計算方法だと分母の最大が定足数になる分数を扱う可能性がある。このため普通は先の計算方法と同じ議席配分の「議席を一つ配分する度に、各党に得票数分のポイントを与え、議席を追加された党から有効投票数分の票を減らす」方法が採られる。
|                                    | A党  | B党  | C党   | D党  |
| 得票数                             | 2800 | 1900 | 900   | 400  |
| 0議席配分済みの時の議席数          | 0    | 0    | 0     | 0    |
| ポイント加算                       | 2800 | 1900 | 900   | 400  |
| 1議席配分済みの時の議席数          | 1    | 0    | 0     | 0    |
| A党から6000減算&各党にポイント加算 | -400 | 3800 | 1800  | 800  |
| 2議席配分済みの時の議席数          | 1    | 1    | 0     | 0    |
| B党から6000減算&各党にポイント加算 | 2400 | -300 | 2700  | 1200 |
| 3議席配分済みの時の議席数          | 1    | 1    | 1     | 0    |
| C党から6000減算&各党にポイント加算 | 5200 | 1600 | -2400 | 1600 |
| 4議席配分済みの時の議席数          | 2    | 1    | 1     | 0    |
| A党から6000減算&各党にポイント加算 | 2000 | 3500 | -1500 | 2000 |
| 5議席配分済みの時の議席数          | 2    | 2    | 1     | 0    |
| B党から6000減算&各党にポイント加算 | 4800 | -600 | -600  | 2400 |
| 6議席配分済みの時の議席数          | 3    | 2    | 1     | 0    |

この方式では、党Aの得票が減り党Bの得票が増えたのに党Aの議席が増え党Bの議席が減る「人口パラドックス」が発生する。

## 比例代表制の欠点
比例代表中心の選挙制度中心の国では、主義主張の大きく異なる右派政党と左派政党による連立政権が頻発する。選挙後に勝利者であるはずの議会第一党は、議会過半数を確保するために、協力の対価として連立入した議席少数政党の意見を優先することとなる。連立政権に参画した政党で政策の摺合せを行われるが、内容は議会第一党の投票者目線では投票時に願ったモノとは大きく異なるのが常である。このような経験を何度も伴うことで、議会第一党歴のある中道右派と中道左派の二大政党へ投票している有権者らの不満に繋がっていた。戦後の欧州難民危機以降には過剰な移民受け入れ・多文化主義による社会混乱や治安悪化で有権者の不満が遂に爆発し、各国で「極右」として連立相手から排除されていた政党が逆に支持を集め、伸張する背景になっている。

### 少数政党の乱立・政治の不安定化
前述のように、比例代表制度中心の議会（完全比例代表制、小選挙区比例代表併用制）だと、最も得票した党による単独過半数どころか、政策の近い政党同士の連立でも過半数にたらず、大連立又は最多得票政党が連立相手の複数の少数政党の意向に従う状態の常態化、少数政党の林立と権力闘争激化などのデメリットがある。ペルー議会ではこれらが問題になって、国会制度改革を訴える候補が大統領選挙に勝った。しかし、この選挙制度改革派の大統領を追い出すために複数の少数政党が手を組んで、議会の過半数を確保したことで不信任決議を可決させ、制度改革で当選した大統領が罷免される事態になっている。
比例代表中心の選挙制度のデメリットを示した例として、1919～33年のドイツ共和国がある。同国では、数学的に比例性を確保を目的に導入されていた完全比例代表制と呼ばれる選挙制度のせいで分極的多党制となっていた。ドイツ社会民主党の右には国家社会主義ドイツ労働者党(ナチ党)、左にはドイツ共産党という状態になっていた。比例代表制度中心の選挙制度中心だと議会は分極的多党制状態になるため、政権の不安定化や政策決定の遅延を招きやすい。1932年11月ドイツ国会選挙後におけるドイツ社会民主党目線では、ナチ党とドイツ共産党の合計が議席半数を超えた296議席であるめ、この2つを共に敵に回す政権運営は困難だった。現実的な大連合の組み合わせとして唯一考えられるのはナチ党、国家人民党、中央党、バイエルン人民党の連立であったが、アルフレート・フーゲンベルクもパーペンもそれを拒否していたため、この議会状況では議会に立脚した政権運営の実現は困難だった。
イスラエルの国政議会（キネセト）は比例代表であるため、少数政党が乱立し、議会の過半数の支持獲得（政権樹立）には最多得票政党が複数の少数派政党の意向に従う形での連立工作が必須となっている。イスラエルでは働かない超正統派が多産なことで、将来的に世俗派が支えきれなくなることが問題になっているが、超正統派政党（シャス、ユダヤ・トーラ連合）は与党となる対価に、超正統派に対する補助金や徴兵免除の維持のメリットを得てきた。政局を左右する力を持ち、リクードのベンヤミン・ネタニヤフ第13代イスラエル国首相、イスラエル労働党のエフード・バラック第14代首相の両政権は、シャスが政権離脱したことで崩壊している。2021年時点の第5次ネタニヤフ政権でも、ネタニヤフ首相の属するリクードには超正統派の2政党は政権維持に欠かせず、議席数以上の影響力を持っている。2023年時点の第6次ネタニヤフ内閣を支えるための議会構成は、 リクード (ネタニヤフ首相の所属政党。32議席) 、シャス (11議席)、 宗教シオニズム党 (7議席) 、ユダヤ・トーラ連合 (7議席)、 強いイスラエル (6議席)、 ノアム (1議席)という6政党による連立でキネセト（イスラエル国会）の過半数の64議席を確保している（キネセトは120議席。）。
ベルギーでは選挙後に議会過半数を握る政権設立協議に時間がかかるため、政治空白がたびたび起きてきた。1970年代以降からは「100日を超える無政府状態」が度々生じている。2009年には過去最長の連立協議に541日もかかり、世界最長記録となった。2014年の選挙後も連立政権樹立まで139日を要している。オランダでも2017年に中道右派の自由民主党が議会第一党となった際に議会第2党の「極右」自由党を排するため、中道右派のキリスト教民主勢力・中道左派リベラルの民主66・中道のキリスト教連合との4党連立政権を漸く成立している。この際に無政府状態記録が1977年の208日を更新し、225日となった。
2021年11月にはスウェーデン議会（リクスダゲーン）選挙後に中央党と左翼党によるスウェーデン初の女性首相（社会民主労働党）が3党連立政権で誕生したが、緑の党の連立離脱に伴い、数時間で倒閣された。そのため、議会の過半数に満たない少数与党として、再組閣することとなった。
また、2019年以降のイスラエルの国会はいずれの政党も単独過半数を取ることができないため、リクードを中心とした連立協議が難航しており、ネタニヤフ首相と他党との対立が鮮明となった結果、2021年までの2年間で総選挙は4回も行われた。

### 小選挙区制との折衷の種類・比例代表中心制度時の欠点
比例代表制には有権者の支持政党比率をそのまま議席へ反映すること自体には適してるが、政治の安定にはデメリットが大きいことから、各選挙制度の利点と欠点を補い相互のバランスをとる折衷型の選挙制度がとられることが多い。
折衷型には種類がある。日本などで導入されている「小選挙区をメインにした制度」である小選挙区比例代表並立制（「並立制」）では、小選挙区と比例代表で議席が別々に割り振られるという形である。
ドイツなどは「比例代表制をメインにした制度」である小選挙区比例代表併用制（「併用制」）では、比例代表の結果によって全体の議席数が割り振られる。しかし、小選挙区比例代表併用制では、完全比例代表制と変わらず、最多得票政党でさえも単独過半数を取ることが事実上不可能という欠点が改善されていない。そのため、ドイツでは中道左派(ドイツ社会民主党)と中道右派(ドイツキリスト教民主同盟とバイエルン・キリスト教社会同盟)の大連立内閣が戦後に長期にわたって続いてきた。イタリアは完全比例代表制度から1994年に小選挙区比例代表混合制、2017年から小選挙区比例代表並立制へと選挙制度改革している。
ワイマール憲法時代レベルの小党濫立(分極多党制)を防ぐため、得票率が基準値を下回る政党には議席を配分しないという取り決めがある。例えばドイツでは、全国の得票率が5%未満の政党には議席が配分されない。ただし、その政党が「3つ以上の小選挙区で第1位の得票を得た」ケースのみ議席が配分される。
趣旨のとおり、直接的には小政党・無所属・個人政党の得票率は切り捨てられる（直接的影響）。また、基準値に近い得票率の政党は他の政党より少ない得票率変化で大きな議席数変化が起こり、基準値を確実に下回る政党は多少の得票率変化では議席数が0のまま変化しないので、基準値ギリギリの政党への投票が行われやすくなり、基準値を下回る政党への投票が避けられる戦略投票が誘発される（心理的影響）。ドイツでは、阻止条項ギリギリの連立相手政党が条項に引っかかって議席を全て失うのを避けるため、大政党の票の一部が基準値ギリギリの政党に流れる選挙協力が見られる。デュヴェルジェの法則と同様、心理的影響は得票率の段階から働くため、得票率と議席占有率が乖離する直接的影響より発見されにくい。

## 比例代表制の例

### 日本
衆議院議員総選挙では拘束名簿式比例代表制が採用されている。拘束名簿式とは、あらかじめ政党側が順位を決めた候補者名簿を確定しておく方法で、政党の獲得議席数に応じて名簿登録上位順に当選者が決まる。拘束名簿式は衆議院選挙（比例区）で1996年から採用されているが、小選挙区での重複立候補者を同一順位とすることを認めており、小選挙区での当選者の得票数に応じた得票率（惜敗率）によって当選順位が決められる方式となっている。なお、参議院選挙（比例区）として1983年から1998年まで行われていた選挙は、拘束名簿式のうち立候補者名簿に重複なく順位を記載する厳正拘束名簿式であった（全国1つのブロックで選挙を行った）。
一方、参議院議員通常選挙では非拘束名簿式比例代表制が採用されている。非拘束名簿式とは、候補者名簿はあるものの順位は決められておらず、各政党の当選議席数に対し、各候補者個人としての得票数の最も多かった者から順に当選人が決まる方式をいう。この方式は参議院選挙（比例区）で2001年から採用されている。
なお、日本では2000年以降の国政選挙から、比例当選議員は当選時に当該比例区に存在した他の名簿届出政党に移籍する場合は所属政党が他党への合流を決定した場合を除いて議員辞職となることになった（公職選挙法第99条の2、国会法第109条の2）。
2016年に結党した民進党では旧みんなの党の比例代表選出議員ゆえに国会法第99条の2の規定により改選まで国会議員職を維持したまま民進党に参加できない旧維新の党の参議院議員5名は共同会派所属国会議員の地位に関する経過規定（党規約附則2条2項）により、2019年9月まで小野ら5名は無所属でありながら党役員への就任や両院議員総会での議決権行使を許されて民進党所属国会議員に準ずる地位を有するものとされたが（政党助成法上の政党交付金配分に絡む議席分にはカウントされない）、産経新聞から『「無所属議員を党所属議員として扱う」という政党政治の根本が問われるような異常な事態』と批判された。
参議院選挙区（旧地方区）における一票の格差の問題から2つの参議院合同選挙区が創設されたことにより、参議院に選出されない可能性がある県の代表者を参議院に確実に輩出することを意図した自民党の意向が国会で反映されたことにより、2019年7月の第25回参議院選挙から参議院比例区で政党等の判断で拘束名簿式の「特定枠」として設定することが可能となり（なお、特定枠に掲載された候補者は候補者名を冠した選挙運動を行うことができず、特定枠に掲載された候補者は政党票としてカウントされる）、これによって参議院比例区では拘束名簿式と非拘束名簿式の両方が混合することになる。なお、この参議院比例区の特定枠は「候補者とする者のうちの一部の者」と定められており具体的に何人までという規定はなく、1人を除いて特定枠とすれば、全候補者に順位付けするという事実上の厳正拘束名簿式にすることも可能である。

### 欧州議会
欧州議会選挙法では比例代表制が選挙の原則の一つになっている。しかし、欧州議会選挙法は選挙制度の大枠のみを定めるだけで、各加盟国が個別の欧州議会選挙細則を定めているため国ごとに比例代表選挙の方法は異なる。
多くの国は政党だけでなく候補者も選べる非拘束名簿式（open list）を採用しているが、フランスやドイツなどは政党内の名簿順位が決定されている拘束名簿式（closed list）を採用しており、アイルランドやマルタなどは単記移譲式（Single Transferable Vote system）を採用している。
なお、比例代表の議席配分は国別に行われるが、議員は国家横断的に政治会派（political group）を形成して政治活動を行っている。

## 採用している国・地域
政党名簿比例代表（完全比例代表）
- アイスランド
- アルジェリア
- アルゼンチン
- アンゴラ
- イスラエル
- イタリア
- イラク
- インドネシア
- ウルグアイ
- エクアドル
- エストニア
- エルサルバドル
- オーストリア
- オランダ
- カーボベルデ
- ガイアナ
- カザフスタン
- カンボジア
- ギニアビサウ
- キプロス
- ギリシャ
- キルギス
- グアテマラ
- クロアチア
- コスタリカ
- コロンビア
- サントメ・プリンシペ
- サンマリノ
- シエラレオネ
- スイス
- スウェーデン
- スペイン
- スリナム
- スリランカ
- スロバキア
- スロベニア
- 赤道ギニア
- セルビア
- チェコ
- チュニジア
- デンマーク
- ドミニカ共和国
- トルコ
- ナミビア
- ニカラグア
- ノルウェー
- パラグアイ
- 東ティモール
- フィンランド
- ブラジル
- ブルガリア
- ベナン
- ペルー
- ベルギー
- ポーランド
- ボスニア・ヘルツェゴビナ
- ポルトガル
- ホンジュラス
- 北マケドニア
- 南アフリカ共和国
- モルドバ
- モロッコ
- モンテネグロ
- ラトビア
- リヒテンシュタイン
- ルクセンブルク
- ルーマニア
- ルワンダ

小選挙区比例代表併用制
- アルバニア
- ドイツ
- ニュージーランド
- ボリビア

単記移譲式投票
- アイルランド
- マルタ

小選挙区比例代表並立制
- アルメニア
- アンドラ
- ウクライナ
- 韓国
- ジョージア
- タイ
- 台湾
- 日本
- パレスチナ
- ハンガリー
- フィリピン
- ベネズエラ
- メキシコ
- モナコ
- リトアニア
- ロシア

上記の国・地域のほか欧州議会において政党名簿比例代表および単記移譲式投票が採用されているほか、イギリスではスコットランド議会、ウェールズ議会で小選挙区比例代表併用制が、北アイルランド議会で単記移譲式投票が採用されている。